# Blackheart
Blackheart is een personage uit de strips van Marvel Comics. Hij is een demon, de “zoon” van Mephisto. Blackheart werd bedacht door Ann Nocenti en John Romita Jr., en verscheen voor het eerst in Daredevil vol.1, #270 (September 1989). Hij is de aartsvijand van Ghost Rider.

## Biografie
Blackheart werd eeuwen geleden gemaakt door Mephisto uit kwaadaardige energie. Onder de leiding van zijn “vader” probeerde Blackheart Daredevil en Spider-Man te manipuleren, maar dit mislukte. Daarna ontvoerden Mephisto en Blackheart Daredevil, Brandy Ash, Number Nine en de Inhumans Gorgon, Karnak en Ahura naar Mephisto’s dimensie.
Het observeren van deze stervelingen maakte dat Blackheart rebelleerde tegen zijn vader. Mephisto verzwakte Blackhearts krachten. Blackheart probeerde Wolverine, Punisher en Ghost Rider aan zijn kant te krijgen maar ze weigerden. Wel assisteerde Blackheart Wonder Man in zijn gevecht met Mephisto. Blackheart wist Mephisto zelfs te verdrijven uit zijn eigen dimensie, en zijn krachten weer te herstellen tot het oude niveau.
Als de nieuwe heerser van Mephisto’s hel richtte Blackheart zijn aandacht op Ghost Rider, een van de Spirits of Vengeance. Blackheart maakte zelfs zijn eigen Spirits of Vengeance: Black Rose (de overleden Roxanne Simpson, ex-vrouw van Johnny Blaze), Verminus Rex, Wallow, Doghead en Pao Fu. Blackheart bood Ghost Rider aan de vloek die al eeuwen op zijn familie rustte op te heffen, als Ghost Rider Blackheart’s spirits of vengeance zou leiden. De deal liep echter op niets uit en Ghost Rider verdreef Blackheart uit Mephisto’s dimensie.
Toen hij nog heerser was over Mephisto’s dimensie manipuleerde Blackheart de groep X-Force, wat de aandacht trok van de mutanten tovenares Selene. Na te zijn verbannen sloot Blackheart zich bij Selene aan als de Black King van de Hellfire Club. Blackheart bevocht tevens de Fantastic Four, Mechamage, Hellstorm en Margali Szardos. Blackheart is nog steeds Selenes helper. Recentelijk probeerde hij Sunspot aan zijn kant te krijgen.

## Krachten en vaardigheden
Blackheart is een krachtige demon en beschikt over bovennatuurlijke krachten. Hij is onoverwinnelijk voor vrijwel alles, behalve de sterkste vormen van magie. Hij heeft bovenmenselijke kracht en uithoudingsvermogen, die magisch in oorsprong zijn en daardoor onmeetbaar hoog. Zijn snelheid is eveneens buitengewoon groot. Hij heeft telepathische en telekinetische krachten waarmee hij een keer zelfs 10 miljoen mensen in zijn macht kreeg.
Blackheart kan tevens vliegen, teleporteren en zichzelf ontastbaar maken. Hij heeft verder toegang tot de Darkforce dimensie en kan anderen met zich meenemen daarnaartoe. Een tijdje werd zelfs gedacht dat Blackheart Kosmische krachten had, maar dat bleek niet het geval. Al Blackhearts krachten hebben een mystieke oorsprong. Hij kan “duistere energie” creëren en hiermee zwart vuur en zwarte bliksems afschieten, of vijanden bevriezen.
Blackheart verloor zijn psionische krachten toen hij Mephisto aanviel. Hij verloor toen tevens alle herinneringen aan het feit dat hij ooit psionische krachten had.
Blackheart kan zijn omvang en fysieke vorm veranderen, en zo onder bijna elke omstandigheid overleven. Hij kan op commando andere bestaansniveaus en dimensies betreden, en heeft realiteitsveranderende krachten gelijk aan die van Franklin Richards. Blackheart kan, in tegenstelling tot zijn vader Mephisto, zelfs zielen stelen tegen de wil van het slachtoffer in.

## In andere media

### Videospellen
- Blackheart is een bespeelbaar personage in de Marvel VS. Series.
- Blackheart is een eindbaas in het Super Nintendo spel, Marvel Super Heroes - War of the Gems.
- Blackheart is een van de eindbazen in het spel Marvel: Ultimate Alliance.
- Blackheart verscheen als de laatste eindbaas in het Ghost Rider videospel gebaseerd op de Ghost Rider film.

### Film
Blackheart werd gespeeld door acteur Wes Bentley in de Ghost Rider film uit 2007. De vorm die Blackheart op het eind van de film aanneemt is een hybrid van Wes Bentley en Blackhearts stripboekvorm.